# 강북구민운동장
강북구민운동장(江北區民運動場, Gangbuk Civic Stadium)은 대한민국 서울특별시에 있는 스포츠 시설이다. 인조잔디 필드가 갖춰진 경기장이며, 2000년에 준공되었다.

## 참고 문헌
- “강북구민운동장”. 강북구도시관리공단.
- 《2023 전국 공공체육시설 현황 (2022년 12월말 기준)》. 대한민국 문화체육관광부. 2024.

## 같이 보기
- 서울 FC 마르티스